# Иргали
Иргали (дарг. Иргъалимахьи) — село в Левашинском районе Дагестана. Входит в состав сельского поселения Сельсовет Куппинский.

## География
Расположено в 15 км к западуу от районного центра села Леваши.

## Население
| 1895 | 1926 | 1939 | 1970 | 1989 | 2002 | 2010 |
| ---- | ---- | ---- | ---- | ---- | ---- | ---- |
| 226  | ↘117 | ↗222 | ↘183 | ↘161 | ↗226 | ↘206 |
| 2021 |      |      |      |      |      |      |
| ↗275 |      |      |      |      |      |      |